# Escola ativa

## Escola Ativa

### Avaliação da Escola Ativa
O projeto Escola Ativa é uma estratégia metodológica criada para combater a reprovação e o abandono da sala de aula pelos alunos das escolas rurais das regiões Norte, Nordeste e Centro-Oeste do Brasil. Foi desenvolvido especificamente para a classes multisseriadas, onde alunos de diferentes idades e séries realizam suas atividades escolares na mesma sala de aula.
Para garantir a melhoria da qualidade da educação no meio rural, o projeto utiliza diversos recursos, desde a autoaprendizagem e o trabalho em grupo, até o ensino por meio de módulos e livros didáticos especiais. Além disso a Escola Ativa estimula a participação da comunidade e viabiliza a capacitação e atualização dos professores.
A participação do DPR na avaliação do projeto escola ativa compreende dois momentos:
1. O primeiro, concluído em dezembro de 2005, que realizou em uma avaliação de resultados intermediários, analisando os indicadores educacionais de eficiência e rendimento nas escolas atendidas pelo projeto.
2. O segundo momento, ainda em andamento contempla uma avaliação de impacto, com foco no desempenho e perfil motivacional dos alunos, análise e de possíveis influências e Associações na implementação do projeto, atuação dos diversos atores envolvidos e adequação do material instrucional.

As concepções que fundamentam a Escola Ativa são baseadas na compreensão de que para se obter mudanças no ensino tradicional, melhorar a prática dos docentes e, consequentemente, a aprendizagem dos alunos nestas classes, deve-se levar em conta:
- a aprendizagem ativa e centrada no aluno;
- aprendizagem cooperativa;
- recuperação paralela;
- promoção flexível

Destas concepções, a proposta da Escola Ativa é estruturada levando em conta estratégias vivenciais que objetivam a aprendizagem a participação, estimulando hábitos de colaboração, companheirismo, solidariedade, participação na gestão da escola pelos alunos e melhoria da atuação dos professores em sala.
Estas estratégias são chamadas de elementos são alguns deles:

### Guias de aprendizagem
Livros didáticos específicos para a atualização na escola ativa, elaborados de forma modular e autoinstrucional, permitindo a cada aluno caminhar no seu próprio ritmo.

### Trabalho em grupo
Alunos organizados em pequenos grupos trabalhando em conjunto ou com o professor, de maneira autônoma, assumindo responsabilidade pela sua aprendizagem, pesquisando e buscando informações em outros materiais instrucionais e na vida real, orientados pelo professor, colegas e por guias de aprendizagem.
Nos grupos são escolhidos alunos para serem os coordenadores e também os relatores dos grupos e essas funções vão tento rotatividade no decorrer do ano letivo.
Há também que considerar na formação dos grupos que cada um terá um nome sugestivo ao grupo e cada integrante terá um crachá que o identifica.